# Chelsea (Iowa)
Chelsea és una població dels Estats Units a l'estat d'Iowa. Segons el cens del 2000 tenia 287 habitants.

## Demografia
Segons el cens del 2000, Chelsea tenia 287 habitants, 98 habitatges, i 70 famílies. La densitat de població era de 109,7 habitants per km².
Dels 98 habitatges en un 37,8% hi vivien nens de menys de 18 anys, en un 50% hi vivien parelles casades, en un 10,2% dones solteres, i en un 27,6% no eren unitats familiars. En el 24,5% dels habitatges hi vivien persones soles el 13,3% de les quals corresponia a persones de 65 anys o més que vivien soles. El nombre mitjà de persones vivint en cada habitatge era de 2,93 i el nombre mitjà de persones que vivien en cada família era de 3,52.
Per edats la població es repartia de la següent manera: un 35,2% tenia menys de 18 anys, un 7% entre 18 i 24, un 26,1% entre 25 i 44, un 17,1% de 45 a 60 i un 14,6% 65 anys o més.
L'edat mediana era de 33 anys. Per cada 100 dones de 18 o més anys hi havia 113,8 homes.
La renda mediana per habitatge era de 30.625 $ i la renda mediana per família de 36.750 $. Els homes tenien una renda mediana de 28.854 $ mentre que les dones 24.000 $. La renda per capita de la població era de 13.608 $. Entorn del 14,1% de les famílies i el 19,5% de la població estaven per davall del llindar de pobresa.

## Poblacions més properes
El següent diagrama mostra les poblacions més properes.